# Peter Meinert Nielsen
Peter Meinert-Nielsen (Vejle, 24 maggio 1966) è un ex ciclista su strada e dirigente sportivo danese, era uno specialista delle cronometro e vinse tre Campionati nazionali della specialità.

## Palmares
- 1987 (Dilettanti, due vittorie)

Campionati danesi, Prova a Cronometro
Classifica generale Rheinland-Pfalz Rundfahrt
- 1988 (A.C. Boulogne, due vittorie)

Campionati danesi, Prova a Cronometro
Classifica generale Rheinland-Pfalz Rundfahrt
- 1989 (A.C. Boulogne, tre vittorie)

Campionati danesi, Prova a Cronometro
Classifica generale Tour de Seine et Marne
5ª Postgirot Open (Huskvarna > Huskvarna, cronometro)

### Altri successi
- 1989 (A.C.Boulogne, una vittoria)

Roskilde - Stjerneløbet (criterium)
- 1998 (U.S. Postal, una vittoria)

Aarhus (criterium)

## Piazzamenti

### Grandi giri
- Giro d'Italia

1991: 84º
1995: ritirato (alla ?ª tappa)
- Tour de France

1992: fuori tempo massimo (alla 13ª tappa)
1994: ritirato (alla 12ª tappa)
1997: 43º
1998: 45º
1999: ritirato (alla 13ª tappa)
- Vuelta a España

1993: 19º
1994: 25º
1995: 31º
1996: 20º
1997: ritirato (alla ?ª tappa)
1998: 81º

### Classiche monumento
Milano-Sanremo
1997: 130º
1998: 172º
- Giro delle Fiandre

1997: 61º
- Liegi-Bastogne-Liegi

1996: 38º
1997: 67º
1999: 43º
- Giro di Lombardia

1993: 73º
1994: 41º
1996: 40º

### Competizioni mondiali
- Campionati del mondo

Utsunomiya 1990 - In linea dilettanti: 6º
Stoccarda 1991 - In linea: ?
Oslo 1993 - In linea: 36º
Agrigento 1994 - In linea: ?
Duitama 1995 - In linea: 19º
Lugano 1996 - In linea: 33º
Valkenburg 1998 - In linea: 14º
- Giochi olimpici

Seul 1988 - In linea: 74º